# John A. McDougall
John A. McDougall (geb. 17. Mai 1947 in Detroit, Michigan; gestorben 22. Juni 2024) war ein amerikanischer Arzt und Autor einer Reihe von Diätbüchern, der sich für eine rein pflanzliche Ernährung einsetzte. Dieses Ernährungsprogramm machte er im Internet und durch regelmäßig stattfindende Kurse zugänglich.

## Erstausbildung und frühe Berufstätigkeit
Im Alter von 18 Jahren erlitt McDougall einen massiven Schlaganfall, den er später auf seinen damaligen hohen Fleischkonsum zurückführte. Dieses Erlebnis veranlasste ihn, Medizin zu studieren.
McDougall war Absolvent des Michigan State University’s College of Human Medicine. Er absolvierte sein Praktikum am Queen’s Medical Center in Honolulu, Hawaii, und seine Facharztausbildung an der University of Hawaii.
Drei Jahre lang arbeitete McDougall als Arzt in der Hamakua-Zuckerplantage auf Hawaii. Zwischen 1986 und 2002 startete er ein vegetarisches Ernährungsprogramm am St. Helena Hospital im Napa Valley, Kalifornien. Während dieser Zeit leitete er ebenfalls ein Ernährungsprogramm für die Blue Cross Blue Shield Association in Minneapolis, Minnesota. Bedeutende Vorarbeiten zu seinem Programm finden sich unter anderem bei Russel Henry Chittenden, William Rose, Walter Kempner, Dennis Burkitt und Nathan Pritikin.

## Politisches Engagement
McDougall war im Beirat des Naked Food Magazine, für das er regelmäßig Artikel schrieb, die sich für eine pflanzenbasierte Ernährung einsetzen. Er war zudem Mitglied im Beirat des Physicians Committee for Responsible Medicine (PCRM), einer 1985 in den USA gegründeten Organisation, die Tierversuche bekämpft und für vegane Ernährung wirbt. Im Jahr 2016 war McDougall einer von vier genannten Klägern in einem Rechtsstreit des PCRM gegen die US-Ministerien für Landwirtschaft und Gesundheit, in dem beklagt wurde, dass die „Ei-Industrie“ unangemessenen Einfluss auf die Erstellung von Ernährungsempfehlungen ausübe. Hintergrund der Klage war, dass der Beratende Ausschuss für Ernährungsrichtlinien (DGAC) im Februar 2015 bekannt gab, dass Nahrungscholesterin „kein bedenklicher Nährstoff“ sei und es keinen Zusammenhang zu Cholesterinspiegeln im Blut gebe.

## Das McDougall-Ernährungsprogramm
Im Jahr 2002 begann McDougall das McDougall-Programm im Flamingo Resort in Santa Rosa, Kalifornien. Er bot dort 3-tägige Informationsprogramme an. In einem 10-tägigen Behandlungsprogramm wurden die Teilnehmer unter ärztlicher Aufsicht in seine Diät eingeführt. Darüber hinaus unterhielt er einen frei zugänglichen Webauftritt, in dem er seine Konzepte erläuterte. Ebenso fanden sich dort Rezepte, die seinen Ernährungsvorstellungen entsprachen. Er beschrieb sein Ernährungsprogramm auch in verschiedenen Büchern, von denen bisher (2019) nur zwei ins Deutsche übersetzt wurden.
Das McDougall-Ernährungsprogramm basiert auf vollwertigen, stärkehaltigen Pflanzen ergänzt durch Gemüse und Obst. Die Diät enthält keine tierischen Lebensmittel oder zugesetzte Pflanzenöle. Stärkehaltige Pflanzen sollen die benötigte Energie für die täglichen Aktivitäten liefern; sie sind in der Regel fettarm, reich an Proteinen, Vitaminen und Mineralien und enthalten kein Cholesterin. Die in den Pflanzen enthaltenen komplexen Kohlenhydrate und Ballaststoffe sollen eine dauerhafte Sättigung gewährleisten. Stärkearme Gemüse liefern viele Vitamine, Mineralien, Ballaststoffe und Wasser. Außerdem steuern sie essentielle Fette und Proteine zur Ernährung bei. Ihr Energiegehalt ist nicht hinreichend, um den täglichen Energiebedarf zu decken. Obst besteht hauptsächlich aus Einfachzuckern mit Vitaminen und Mineralien. Es stellt eine geschmackvolle Ergänzung der Mahlzeiten dar. Nüsse und fetthaltige Gemüse, wie Avocados, sollen nur in kleinen Mengen verzehrt werden, es sei denn, man möchte zunehmen. Wenn der Anteil der stärkehaltigen Pflanzen durch stärkearmes Gemüse ersetzt wird, kann die Ernährung auch als Reduktionsdiät verwendet werden. Eine hinreichende Vitamin-B12-Versorgung muss über entsprechende Präparate sichergestellt werden. Neben der Umstellung der Ernährung legte McDougall einfache Bewegung nahe, wie tägliche Spaziergänge. Grundsätzlich empfahl er, vor der Umstellung der Ernährung und/oder Medikation einen professionellen, ausgebildeten, mit den Auswirkungen von Ernährung auf die Gesundheit vertrauten Gesundheitsdienstleister zu konsultieren.

### Motivation für eine stärkebasierte Ernährung
Während McDougall in Hawaii als Arzt praktizierte, behandelte er viele Menschen aus Südostasien, deren Vorfahren gegen Ende das 19. und Anfang des 20. Jahrhunderts als Arbeiter für die Zuckerrohrplantagen eingewandert waren. Die erste Generation hätte weitgehend ihre ursprünglichen Ernährungstraditionen beibehalten und hauptsächlich Reis und Gemüse gegessen. Jede weitere Generation hätte sich zunehmend den amerikanischen Essgewohnheiten angepasst. In dem Maße, in dem der Verzehr von stärkehaltigen Nahrungsmitteln zurückgegangen, und zunehmend durch Fleisch und Fett ersetzt worden sei, hätten in dieser Bevölkerungsgruppe die typischen Zivilisationskrankheiten wie Arthritis, Krankheiten der Herzkranzgefäße, bestimmten Formen von Krebs, Diabetes mellitus und Adipositas zugenommen.

#### Problem mit tierischen Nahrungsmitteln
McDougall nannte verschiedene Gründe, was an der modernen westlichen Diät mit einem hohen Anteil an tierischen Produkten so schädlich sei: der hohe Anteil an Proteinen schädige auf Dauer die Nieren, insbesondere zu viel Methionin fördere Tumorwachstum und könne zu arteriellen Durchblutungsstörungen führen, ein Überangebot an Fett führe zu Übergewicht und Insulinresistenz (Diabetes 2), zu viel Cholesterin werde mit Erkrankungen der Herzkranzgefäße in Verbindung gebracht und tierische Nahrungsmittel erzeugen zu viele saure Abbauprodukte. Ein weiteres Argument, den Fleischkonsum drastisch zu senken, sei, dass besonders die industrielle Fleischproduktion erheblich zum Klimawandel beitrage. Es sei unmöglich, die gesamte Weltbevölkerung nach zurzeit westlichen Ernährungsstandards zu versorgen.

#### Ernährungsbedingte Krankheiten
McDougall sah die Lösung für die meisten durch moderne Ernährung verursachten gesundheitlichen Probleme in der Rückkehr zu einer stärkebasierten Ernährung. Er betonte, dass Menschen bereits in der Frühzeit stärkehaltigen Nahrungsmittel zu sich genommen hätten. Alle alten Zivilisationen bauten auf dem einen oder anderen stärkebasierten Nahrungsmittel auf. Sogar die Gladiatoren hätten sich weitgehend vegetarisch ernährt. Genetisch sei der Mensch auf Stärkeernährung vorprogrammiert. McDougall führte viele der chronischen, nicht übertragbaren Krankheiten auf den westlichen Lebensstil und damit verbundene Ernährungsgewohnheiten zurück. McDougall machte die Erfahrung, dass mit seiner fettarmen, stärkebasierten Diät der Verlauf vieler dieser chronischen Zivilisationskrankheiten verbessert oder gar geheilt werden können. Zu den Krankheiten, die durch sein Ernährungsform positiv beeinflusst würden, zählte er Arthritis, Bluthochdruck, Diabetes mellitus Typ 2, Herz-Kreislauf-Krankheiten, Krebs, Nierenversagen durch zu proteinhaltige Ernährung, Osteoporose und Übergewicht.

### Kritische Würdigung des McDougall Ernährungsprogramms
Nach McDougall gibt es eine Reihe von Belegen, die für die Wirksamkeit seines Ernährungsprogramms sprechen. Dazu gehören die sogenannten Star McDougallers, seine Publikationen in wissenschaftlichen Zeitschriften und Veröffentlichungen von Kollegen, die sehr ähnliche Ernährungsprogramme vertreten. Dabei handelt es sich insgesamt nicht um wissenschaftlich strenge Beweise für die Wirksamkeit des McDougallschen Ernährungsprogramms, aber doch um gute Argumente, es mal auszuprobieren. Insbesondere muss man keine teuren Produkte kaufen und keine kostspieligen Kurse besuchen. Die Informationen sind frei verfügbar im Internet.

#### Star McDougallers
Star McDougallers werden solche Personen genannt, die am McDougall Ernährungsprogramm teilnehmen, Erfolg mit dessen Umsetzung haben, entsprechende gesundheitliche Vorteile erreichen und bereit sind, ihre Geschichte auf dem McDougall Internetauftritt veröffentlichen. Diese Beispiele zeigen, dass es Menschen gibt, die sich auf das Programm einlassen, und dass sich ihr gesundheitlicher Zustand nach dem Wechsel ihrer Ernährung zum Teil drastisch verbessert hat.

#### Publikationen von McDougall
In einer 12 Monate dauernden Studie wurden 61 Teilnehmer zufällig aufgeteilt: die eine Hälfte wurde im McDougall Ernährungsprogramm geschult, die andere behielt ihre ursprüngliche Ernährung bei. Beide Gruppen wurden angehalten, regelmäßig leichten Sport zu treiben. Im Gegensatz zur Kontrollgruppe zeigte die Diätgruppe Gewichtsverlust, erniedrigte Cholesterin- und Insulinwerte. Natürlich sind 12 Monate nur eine kurze Zeit und 61 Personen eine sehr überschaubare Zahl.
McDougall bot regelmäßig medizinisch betreute 10-Tagesprogramme an, die zurzeit wegen der Coronakrise durch Onlinekurse ersetzt wurden. Über die Jahre sammelten sich große Mengen an Labordaten an, die er auswertete und veröffentlichte. In der Studie wertete er die Daten von 1615 Teilnehmern aus. Die Laborwerte wurden zu Beginn und am 7. Tag bestimmt. Bereits nach dieser kurzen Zeit verloren die Teilnehmer im Schnitt 1,4 kg, zeigten erniedrigte Cholesterinwerte, reduzierten den Blutdruck und die Blutzuckerwert. Die Aussagekraft dieser Studie wird durch die Kurze Dauer und die Tatsache reduziert, dass sich vor allem Personen zu einem solchen Programm anmelden, die an entsprechenden gesundheitlichen Problemen leiden.

#### Publikationen zu ähnlichen Ernährungsprogrammen
In den USA gibt es einige Ärzte, die ein fettarmes und Kohlenhydrate reiches Ernährungsprogramm propagieren und ihre Wirksamkeit in Studien überprüfen.
Dr. Caldwell B. Esselstyn ist Kardiologe. Er bezeichnet McDougall als einen Pionier der fettarmen, pflanzlichen Ernährung und hält mehrfach Vorträge in den von McDougall angebotenen Seminaren. Er vertritt ein sehr ähnliches Ernährungsprogramm wie McDougall und setzt es speziell gegen Erkrankungen der Herzkranzgefäße ein. 17 Patienten, die alle mit schweren Herzerkrankungen zu ihm kamen und mit seiner Diät begannen, hatten über 12 Jahre keine weiteren Herzanfälle. Eine Untersuchung nach 5 Jahren bei 11 Patienten zeigte, das bei allen die Krankheit zu Stillstand gekommen war, 8 von ihnen zeigte sogar Verbesserungen. Die kleine Zahl an Patienten ist von Nachteil, allerdings wurde diese kleine Gruppe über 12 Jahre ärztlich begleitet.
Ein anderer Kardiologe, der regelmäßig Vorträge in den von McDougall veranstalteten Seminaren hält, ist Dr. Dean Ornish. Er vertritt ebenfalls eine fettarme, vollwertige, auf Pflanzen basierte Ernährung, die er mit verschiedenen Publikationen wissenschaftliche zu stützen sucht. In einer Studie wurde eine Gruppe von 48 Patienten über 5 Jahre begleitet. Sie wurde zufällig in eine Diät-Gruppe mit 28 Personen und eine Kontrollgruppe von 20 Person aufgeteilt. Nach 5 Jahren gab es in der Kontrollgruppe mehr als zweimal so viele kardinale Vorfälle als in der Diät-Gruppe.

## Gesellschaftliche Auswirkungen
McDougall war eine prominente Figur in der Verbreitung einer Diät in den Vereinigten Staaten, die reich an stärkehaltigen Pflanzen und arm an Fett ist. Neben seiner Arbeit mit dem McDougall Programm schrieb er diverse Bestseller-Bücher und erstellte verschiedene Videos, die auf YouTube einzusehen sind. Er formulierte Beiträge für das Internet-Portal Forks Over Knives. Ebenso wird er in dem gleichnamigen Film und dem Dokumentarfilm What the Health interviewt. 2018 erhielt er den Lifetime Achievement Award des American College of Lifestyle Medicine (ACLM). Das Video der Übergabe dieses Preises zeigt den bedeutenden Einfluss McDougalls auf viele prominente Persönlichkeiten aus dem Umfeld der veganen Ernährung in den USA. In seiner Dankesrede in diesem Video betonte McDougall die hervorragende Bedeutung einer auf vollwertigen Pflanzen beruhende Ernährung zur Lösung der globalen Erwärmung.
Es gibt in den Vereinigten Staaten inzwischen eine größere Gruppe von Personen, die für eine Ernährung mit vollwertigen, auf Pflanzen basierenden Nahrungsmitteln mit wenig Fett eintreten und die ihre Ideen unter anderem auf Forks Over Knives darlegen. Auf Englisch wird dieser Stil teilweise Whole Food Plant Based Low Fat (WFPBLF) genannt. Prominente Vertreter dieser Richtung sind neben John McDougall unter anderem Neal Barnard, Colin Campbell, Caldwell Esselstyn, Dean Ornish und viele andere. Viele der Autoren der Webseite Forks Over Knives referieren regelmäßig in McDougalls Informations- und Behandlungsprogrammen. Im Detail unterscheiden sich die Ernährungsvorschriften unter den Vertretern dieser Richtung, insgesamt sind sie doch alle sehr ähnlich. Manche betreiben eigene Webauftritte, in denen sie für ihre speziellen Varianten werben. Wegen der Ähnlichkeit der Ernährungsprogramme, sind wissenschaftliche Studien für das eine Programm mit wenigen Abstrichen auch auf die anderen zutreffend.

## Schriften
McDougall hat unter anderen die folgenden Bücher publiziert (gibt es eine deutsche Übersetzung, so wird nur diese erwähnt):

### Auf Deutsch
- John McDougall, Mary McDougall: Noch nie war Abnehmen so einfach : Mit dem veganen McDougall-Programm schnell, effizient & mühelos zum Idealgewicht. Unimedica, Kandern 2018, ISBN 978-3-946566-96-0.
- John McDougall, Mary McDougall: Die High-Carb-Diät abnehmen mit den richtigen Kohlenhydraten. Riva, München 2015, ISBN 978-3-86413-966-6.

### Auf Englisch
- John McDougall, Mary McDougall: The Healthiest Diet on the Planet. HarperOne, New York 2016, ISBN 978-0-06-242676-5.
- John McDougall: Dr. McDougall's Digestive Tune-Up. Healthy Living Publications, Summertown 2008, ISBN 978-1-57067-184-5.
- John McDougall, Mary McDougall: The McDougall Quick & Easy Cookbook. Penguin, New York 1999, ISBN 978-0-452-27696-3.
- John McDougall, Mary McDougall: The New McDougall Cookbook. Plume, New York 1997, ISBN 978-0-452-27465-5.
- John McDougall, Mary McDougall: The McDougall Program for Maximum Weight loss. Penguin, New York 1995, ISBN 978-1-101-64512-3.
- John McDougall: The McDougall Program: 12 Days to Dynamic Health. Penguin, New York 1991, ISBN 978-1-101-64511-6.

### Veröffentlichungen in wissenschaftlichen Journalen
Bei den Veröffentlichungen handelt es sich um Artikel, aber auch um Briefe an den Editor der Zeitschrift.
- John McDougall, Laurie E. Thomas, Craig McDougall, Gavin Moloney, Bradley Saul: Erratum to: Effects of 7 days on an ad libitum low-fat vegan diet: the McDougall Program cohort. In: Nutrition Journal. Band 16, Nr. 1, Dezember 2017, ISSN 1475-2891, S. 12, doi:10.1186/s12937-017-0234-9 (biomedcentral.com [abgerufen am 29. Mai 2020]).
- Vijayshree Yadav, Gail Marracci, Edward Kim, Rebecca Spain, Michelle Cameron: Low-fat, plant-based diet in multiple sclerosis: A randomized controlled trial. In: Multiple Sclerosis and Related Disorders. Band 9, September 2016, S. 80–90, doi:10.1016/j.msard.2016.07.001 (elsevier.com [abgerufen am 29. Mai 2020]).
- John McDougall, Laurie E. Thomas, Craig McDougall, Gavin Moloney, Bradley Saul: Effects of 7 days on an ad libitum low-fat vegan diet: the McDougall Program cohort. In: Nutrition Journal. Band 13, Nr. 1, 14. Oktober 2014, ISSN 1475-2891, S. 99, doi:10.1186/1475-2891-13-99, PMID 25311617, PMC 4209065 (freier Volltext).
- Craig McDougall: Plant-Based Diets Are Not Nutritionally Deficient. In: The Permanente Journal. 1. Oktober 2013, S. 93–93, doi:10.7812/TPP/13-111, PMID 24361028, PMC 3854817 (freier Volltext) – (thepermanentejournal.org [abgerufen am 29. Mai 2020]).
- John McDougall: Dairy and Type 2 Diabetes Mellitus: Wrong Conclusions. In: Archives of Internal Medicine. Band 165, Nr. 20, 14. November 2005, ISSN 0003-9926, S. 2434, doi:10.1001/archinte.165.20.2434-b (jamanetwork.com [abgerufen am 29. Mai 2020]).
- John McDougall: Effects of a Low-Carbohydrate Diet. In: Mayo Clinic Proceedings. Band 79, Nr. 3, März 2004, S. 431, doi:10.4065/79.3.431-a (elsevier.com [abgerufen am 29. Mai 2020]).
- John McDougall: Optimal Diets to Prevent Heart DiseaseOptimal Diets to Prevent Heart Disease. In: JAMA. Band 289, Nr. 12, 26. März 2003, ISSN 0098-7484, S. 1509, doi:10.1001/jama.289.12.1509-a (jamanetwork.com [abgerufen am 29. Mai 2020]).
- McDougall John: Misinformation on Plant Proteins. In: Circulation. Band 106, Nr. 20, 12. November 2002, S. e148–e148, doi:10.1161/01.CIR.0000042900.87320.D0 (ahajournals.org [abgerufen am 29. Mai 2020]).
- McDougall John: Plant Foods Have a Complete Amino Acid Composition. In: Circulation. Band 105, Nr. 25, 25. Juni 2002, S. e197–e197, doi:10.1161/01.CIR.0000018905.97677.1F (ahajournals.org [abgerufen am 29. Mai 2020]).
- John McDougall, Bonnie Bruce, Gene Spiller, John Westerdahl, Mary McDougall: Effects of a Very Low-Fat, Vegan Diet in Subjects with Rheumatoid Arthritis. In: The Journal of Alternative and Complementary Medicine. Band 8, Nr. 1, 1. Februar 2002, ISSN 1075-5535, S. 71–75, doi:10.1089/107555302753507195 (liebertpub.com [abgerufen am 29. Mai 2020]).
- J McDougall, K Litzau, E Haver, V Saunders, G A Spiller: Rapid reduction of serum cholesterol and blood pressure by a twelve-day, very low fat, strictly vegetarian diet. In: Journal of the American College of Nutrition. Band 14, Nr. 5, Oktober 1995, ISSN 0731-5724, S. 491–496, doi:10.1080/07315724.1995.10718541 (tandfonline.com [abgerufen am 29. Mai 2020]).
- John McDougall: Deadly dietary deceptions. In: Illinois dental journal. Band 59, Nr. 7, 1990, S. 577–579, PMID 2289808.
- John McDougall: Deadly dietary deceptions. In: Journal of the California Dental Association. Band 18, Nr. 8, 1990, S. 21–24, PMID 1706420.
- John McDougall: Preliminary study of diet as an adjunct therapy for breast cancer. In: Breast. Band 10, Nr. 18, 1984.